# Sans peur et sans reproche (maison d'édition)
Pour les articles homonymes, voir Sans peur et sans reproche.
Sans peur et sans reproche était une maison d'édition française spécialisée dans les jeux de rôle. Elle a publié son premier jeu, Miles Christi, en 1995 et a fermé après la publication du jeu Atlantys en 1998.
Elle a publié en 1997 le jeu Les Héritiers de Kadesh, qui combinait un système de règles avec une campagne dans un même produit, sans que des suppléments ultérieurs soient prévus ; c'était donc une sorte de jeu de rôle jetable, alors que la plupart des jeux de rôle se présentent comme un livre de base puis plusieurs campagnes, scénarios et suppléments. Les Héritiers de Kadesh devaient être le premier jeu d'une série basée sur le même concept éditorial, mais l'éditeur a fermé avant la publication du second.
En outre, SPSR a également édité plusieurs soirées enquête, des jeux de rôle grandeur nature de type murder party. Six ont été publiées, avant le rachat de la licence par la maison d'édition Asmodée.

## Ludographie
Jeux de rôles :
- Miles Christi, jeu de rôle sur les Templiers prenant place dans le Royaume de Jérusalem, publié en 1995.
- Les Héritiers de Kadesh, 1997
- Atlantys, 1998

Soirées enquête, :
- Série Noire à l'encre rouge, 1995.
- 5 Cadavres à la Une, 1996.
- Dieu est mort, 1996.
- OVNI soit qui mal y pense, 1996.
- L'Ivresse des Profondeurs, 1997.
- Les Salauds se cachent pour mourir, 1997.